# Stazione meteorologica di Ravascletto Zovello
La stazione meteorologica di Ravascletto Zovello è la stazione meteorologica di riferimento relativa all'omonima località del territorio comunale di Ravascletto.

## Coordinate geografiche
La stazione meteo si trova nell'Italia nord-orientale, in Friuli-Venezia Giulia, in provincia di Udine, nel comune di Ravascletto, in località Zovello, a 910 metri s.l.m. e alle coordinate geografiche 46°32′N 12°57′E.

## Dati climatologici
In base alla media trentennale di riferimento 1961-1990, la temperatura media del mese più freddo, gennaio, si attesta a +1,0 °C; quella del mese più caldo, luglio, è di +18,8 °C .
| Ravascletto Zovello | Mesi | Mesi | Mesi | Mesi | Mesi | Mesi | Mesi | Mesi | Mesi | Mesi | Mesi | Mesi | Stagioni | Stagioni | Stagioni | Stagioni | Anno |
| Ravascletto Zovello | Gen  | Feb  | Mar  | Apr  | Mag  | Giu  | Lug  | Ago  | Set  | Ott  | Nov  | Dic  | Inv      | Pri      | Est      | Aut      | Anno |
| ------------------- | ---- | ---- | ---- | ---- | ---- | ---- | ---- | ---- | ---- | ---- | ---- | ---- | -------- | -------- | -------- | -------- | ---- |
| T. max. media (°C)  | 4,5  | 6,5  | 9,9  | 13,0 | 17,4 | 21,8 | 24,2 | 23,9 | 20,3 | 15,0 | 9,9  | 6,2  | 5,7      | 13,4     | 23,3     | 15,1     | 14,4 |
| T. min. media (°C)  | −2,6 | −1,8 | 0,8  | 3,8  | 7,5  | 11,1 | 13,3 | 12,6 | 10,3 | 6,4  | 2,4  | −0,5 | −1,6     | 4,0      | 12,3     | 6,4      | 5,3  |